# Iguerferouane
Iguerferouane  (in arabo اكرفروان‎?) è un centro abitato e comune rurale del Marocco situato nella provincia di Al Haouz, regione di Marrakech-Safi. Conta una popolazione di 11 812 abitanti (censimento 2014).